# Acropora sabulata
Espèce
Acropora sabulata est une espèce de coraux appartenant à la famille des Acroporidae.